# Crnogorska nacija (knjiga)
Crnogorska nacija je naslov knjige crnogorskog sociologa i povjesničara dr. Dušana Ičevića koja je 1998. tiskana u Beogradu u nakladi Foruma za etničke odnose.

## Sadržaj
Autor razmatra formiranje suvremene crnogorske nacionalne svijesti kroz povijest. 
Zaključuje da je "crnogorstvo i etička, i etnička, i civilizacijska osnova i osobina života Crnogoraca".

## Citati
O razvoju, odnosno o oblikovanju crnogorske nacionalne svijesti koncem 19.i početkom 20. stoljeća, za vrijeme vladavine kralja Nikole I., dr. Ičević je zapisao (cit. izvorno, na crnog.):
- "Svaki pokušaj da se crnogorstvo ispuni u posebnom nacionalnom identitetu zatirano je u začetku. Prema pisanju Sima Matavulja, naglo se prekidaju tekstovi o crnogorstvu, nakon žestokih i ljutih kritika u srpskoj štampi, u Srbiji i krajevima gdje Srbi žive. Knjaz Nikola ipak nije odustao od crnogorstva, pošto ga je proglasio za istinsku 'vjeru' Crnogoraca. U 'Balkanskoj carici', svom najobimnijem i najslavnijem djelu (1896.), iako sve vrvi od srpstva, oslonjen je i stih: Ko crnogorstvu ne bio vjera, bogom i ljudima bio tjeran!"

Dr. Ičević smatra da su Crnogorci, tek nakon nasilnog prisajedinjenja Kraljevine Crne Gore 1918. i traumatiziranog iskustva u Kraljevini Jugoslaviji, počeli konsolidirati svoju nacionalnu svijest:
- "Pripojena Srbiji, pa onda centralistickoj Jugoslaviji, Crna Gora je izgubila suverenitet i pretvorena, pod imenom Zeta, u jednu od 33 oblasti pod upravom dinastije Karađorđevića. Utopljeni u srpstvo, koje im je poništilo drzavni,nacionalni i kulturni identitet, izgubivši svoje ime, Crnogorci se naglo nacionalno osvješćuju. Spoznaju da nijesu isto s onima koji su im sve oduzeli i pretvorili ih u podanike tuđeg rezima, a Crnu Goru u zabačenu, zanemarenu i zaostalu provinciju. Objektivno oblikovani samosvojni nacionalni identitet u vrijeme vladanja dinastije Petrovica Njegoša nadgradjuje se sviješću i o sopstvenom interesu".